# João Moutinho
João Filipe Iria Santos Moutinho (Portimão, 1986. szeptember 8. –) portugál válogatott labdarúgó, a Braga középpályása.

## Sportpályafutása

### Klubcsapatokban
Labdarúgó pályafutását szülővárosa csapatában a Portimonense SC-ben kezdte. 1999-ben került a Sporting akadémiájára, ahol 2005-ig utánpótláscsapatokban szerepelt. A 2004–05-ös előszezonban mindössze 17 évesen felhívták az első csapat keretébe.
Először 2005. elején játszott a Sporting felnőtt csapatában. Ekkor 20 percnyi játéklehetőséget kapott egy kupamérkőzésen. A bajnokságban január 23-án mutatkozhatott be egy Gil Vicente FC elleni mérkőzésen, amit 3–0-ra megnyertek.
Az UEFA-kupában több alkalommal is a mérkőzés legjobbjának választották. Kiegyensúlyozott jó teljesítményével segítette döntőbe a Sportingot.
A 2005–06-os idény volt az első teljes idénye. Az összes mérkőzés összes percét végigjátszotta. A 2007–08-as bajnokságban csapatkapitány-helyettes lett, egy évre rá pedig megkapta a kapitányi karszalagot.
2010. július 3-án a Portoval kötött 5 éves szerződést. 2011-ben bajnoki, kupa, szuperkupa győzelmet szerzett illetve sikerült elhódítania az Európa-ligát. 2012-ben ismét bajnok lett.
2013. május 24-én csapattársával, James Rodríguezzel 70 millió euróért a francia AS Monaco játékosai lettek 5 évre.
2018. július 25-én az angol élvonalba feljutó Wolverhampton Wanderers szerződtette.
2023. augusztus 25-én egyéves szerződést írt alá a Bragával. Kilenc nappal később debütált a Sporting CP elleni hazai 2–2-es döntetlen utolsó perceiben beállva. December 22-én büntetőből szerezte meg az első gólját a klub színeiben a ligakupában a Nacional elleni 3–1-es idegenbeli győzelem során.

## Válogatott
18 évesen egy Egyiptom elleni barátságos mérkőzésen debütált a portugál válogatottban. Részt vett a 2006-os U21-es Eb-n, amit Portugáliában rendeztek. A 2008-as Európa-bajnokságon a törökök elleni nyitómérkőzésen az ő passzát értékesítette Raúl Meireles, amivel a portugálok megszerezték a vezetést.
A 2010-es világbajnokság utazó keretébe nem került be.
A 2012-es Európa-bajnokságon a portugálok összes mérkőzésen pályára lépett. A spanyolok elleni elődöntőben tizenegyesrúgásokkal dőlt el a továbbjutás. Azonban Moutinhónak nem sikerült értékesítenie a büntetőjét, így összesítésben 4–2-re el bukták a büntetőpárbajt.

## Sikerei, díjai
Sporting
- Taça de Portugal: 2006–07, 2007–08
- Supertaça Cândido de Oliveira: 2007, 2008
- Taça da Liga: 2007–08, 2008–09

Porto
- Európa-liga: 2010–11
- Primeira Liga: 2010-11, 2011-12, 2012-13
- Taça de Portugal: 2010–11
- Supertaça Cândido de Oliveira: 2010, 2011, 2012
- UEFA-szuperkupa: második hely; 2011

AS Monaco
- League 1: 2016–17

Braga
- Taça de Portugal: 2023–24

Portugália
- Európa-bajnok: 2016
- UEFA Nemzetek Ligája: 2018–19

Portugália U17
- U17-es labdarúgó-Európa-bajnokság: 2003